# La Mer des bateaux perdus
Pour plus de détails, voir Fiche technique et Distribution.
La Mer des bateaux perdus (Sea of Lost Ships) est un film américain en noir et blanc réalisé par Joseph Kane, sorti en 1953. C'est un hommage aux garde-côtes américains.

## Synopsis
Le fils d'un héros décédé de la Garde côtière est élevé par un sous-officier de la Garde côtière, qui a également un fils du même âge. Lorsque les deux enfants grandissent, ils sont admis à l'Académie de la Garde côtière, mais le fils du héros finit par être expulsé, apportant le déshonneur à sa famille adoptive.

## Fiche technique
- Titre : La Mer des bateaux perdus
- Titre original : Sea of Lost Ships
- Réalisation : Joseph Kane
- Scénario : Steve Fisher, Norman Reilly Raine
- Production : Joseph Kane
- Société de production : Republic Pictures
- Musique : R. Dale Butts
- Photographie : Reggie Lanning
- Montage : Richard L. Van Enger
- Pays d'origine :  États-Unis
- Langue : anglais
- Format : noir et blanc – 35 mm – 1,37:1 – mono (RCA Sound System)
- Genre : aventures
- Durée : 85 min
- Dates de sortie : 
  - États-Unis : 24 octobre 1953
  - France : 13 août 1954

## Distribution
- John Derek : G.R. 'Grad' Matthews
- Wanda Hendrix : Pat Kirby
- Walter Brennan : C.P.O 'Chef' O'Malley
- Richard Jaeckel : H.G. 'Hap' O'Malley
- Tom Tully : capitaine Holland
- Barton MacLane : capitaine Jack Matthews
- Erin O'Brien-Moore : Mme Nora O'Malley
- Ben Cooper : membre de l'équipage du 3 e avion
- Darryl Hickman : Pete Bennett
- Roy Roberts : le capitaine du 'Eagle'
- Tom Powers : vice-amiral
- Richard Hale : capitaine Welch
- James Brown : officier de la Ice Patrouille
- Douglas Kennedy : pilote d’hélicoptère
- Steve Brodie : lieutenant Rogers
- John Hudson : pilote
- Charles Evans : officier de quart Gil Keane